# Карьер (Омская область)
Карьер — упразднённая деревня в Калачинском районе Омской области России. Входила в состав Кабаньевского сельсовета. Исключена из учётных данных в 1975 г.

## География
Располагалась на восточной окраине болота Кабанье, в 8 км (по прямой) к востоку от центра сельсовета села Кабанье.

## История
Основана в 1918 году. В 1928 году выселок Карьер состоял из 54 хозяйств. В административном отношении входил в состав Кабаньевского сельсовета Калачинского района Омского округа Сибирского края. На основании решения Омского облисполкома от 12 июня 1975 года № 463 населённый пункт деревня Карьер Кабаньевского сельского Совета Калачинского района был исключен из учётных данных административно-территориального деления.

## Население
По результат переписи 1926 г. на выселке проживало 269 человек (144 мужчин и 125 женщин), основное население — русские.